# Michele Maffei
Michele Maffei, född den 11 november 1946 i Rom, Italien, är en italiensk fäktare.
Maffei tog OS-silver i herrarnas lagtävling i sabel i samband med de olympiska fäktningstävlingarna 1980 i Moskva.